# 12876 Estrada
12876 Estrada è un asteroide della fascia principale. Scoperto nel 1998, presenta un'orbita caratterizzata da un semiasse maggiore pari a 2,9267495 au e da un'eccentricità di 0,0817693, inclinata di 0,97199° rispetto all'eclittica.